# Fahrstraßenhilfsauflösung
Die Fahrstraßenhilfsauflösung (kurz: FHA) ist eine Einrichtung in einem Stellwerk, die im Störungsfall betätigt wird. Dabei handelt es sich um eine registrierpflichte Bedienhandlung, mit der bereits festgelegte Zugfahrstraßen hilfsweise aufgelöst werden können. Zumeist verlangen technische oder betriebliche Gründe eine Fahrstraßenhilfsauflösung. Derartige Hilfsauflösungen zählen zu den irregulären Haltfällen.
Bevor eine händische Auflösung von festgelegten Zugfahrstraßen erfolgen darf, müssen vorab gewisse Maßnahmen ergriffen werden. So muss sich vor der Rücknahme einer Fahrstraße das dazugehörige Startsignal in Haltstellung befinden und darüber hinaus die Fahrstraße frei von Fahrzeugen sein. Da die Fahrstraßenhilfsauflösung eine sicherheitsrelevante Bedienhandlung darstellt, werden diese Handlungen mithilfe von in den Stellwerken integrierten Zählwerken gezählt bzw. es muss eine Plombe gebrochen werden. Diese Vorgänge sind im Arbeits- und Störungsbuch unter Angabe der Nummer im Zählstand bzw. der Plombe zu dokumentieren und begründen.
Zumeist liegen technische Gründe vor, wenn eine Zugfahrstraße nach dem Freifahren nicht eigenständig durch das Stellwerk aufgelöst wird. Der Grund für Auflösestörungen liegt in der Regel an technischen Störungen der Gleisfreimeldeeinrichtung. Aber auch betriebliche Gründe können eine Fahrstraßenhilfsauflösung veranlassen, wenn beispielsweise durch den Fahrdienstleiter oder die Zuglenkung bereits eine falsche Fahrstraße eingestellt wurde. Es besteht je nach Stellwerksbauform die Möglichkeit, sowohl eine Gesamt- als auch Teilauflösung der Fahrstraße vorzunehmen.